# As Sandálias do Pescador (filme)
The Shoes of the Fisherman (prt/bra: As Sandálias do Pescador) é um filme norte-americano de 1968, do gênero drama, dirigido por Michael Anderson, com roteiro de James Kennaway e John Patrick baseado no livro homônimo de Morris West.

## Elenco
- Anthony Quinn .... Kiril Lakota
- Laurence Olivier .... Premiê Ilyich Kamenev
- Oskar Werner .... Padre David Telemond
- David Janssen .... George Faber
- Vittorio De Sica .... Cardeal Rinaldi
- Leo McKern .... Cardeal Leone
- John Gielgud .... Papa
- Burt Kwouk .... Peng
- Arnoldo Foà .... Gelasio
- Leopoldo Trieste

## Prêmios e indicações
| Prêmio/evento      | Categoria              | Recipiente                       | Resultado |
| ------------------ | ---------------------- | -------------------------------- | --------- |
| Globo de Ouro 1969 | Melhor trilha sonora   | Alex North                       | Venceu    |
| Globo de Ouro 1969 | Melhor filme - drama   |                                  | Indicado  |
| Oscar 1969         | Melhor direção de arte | George W. Davis, Edward Carfagno | Indicado  |
| Oscar 1969         | Melhor trilha sonora   | Alex North                       | Indicado  |

## Sinopse
O bispo russo (no livro era ucraniano) Kiril Pavlovich Lakota é prisioneiro político na Sibéria quando, após 20 anos, recebe a liberdade graças a um acordo do premiê russo com o Vaticano. A Rússia vive um momento de crise internacional, com a iminência de uma invasão da China cuja enorme população encontra-se faminta e desesperada. Essa invasão pode arrastar os dois países e os EUA ao que seria uma nova Guerra Mundial.
Como parte do acordo, Kiril deixa a Rússia e vai para Roma onde é nomeado cardeal pelo papa Pio 13 (fictício). Pouco tempo depois o pontífice morre e os cardeais se reúnem para escolher seu sucessor. Sem um nome de consenso, Kiril ganha a confiança de seus pares em uma conversa sobre a ação da igreja em uma crise política, num dos intervalos das votações. E acaba sendo aclamado como o novo papa, com o nome de Kiril 1.º.
Empossado no cargo, ele sem demora parte para tentar mediar a crise entre a Rússia e a China. Mas as coisas parecem muito graves, a exigirem medidas extremas e inéditas por parte do determinado Kiril.